# Église Saint-Georges de Salerne

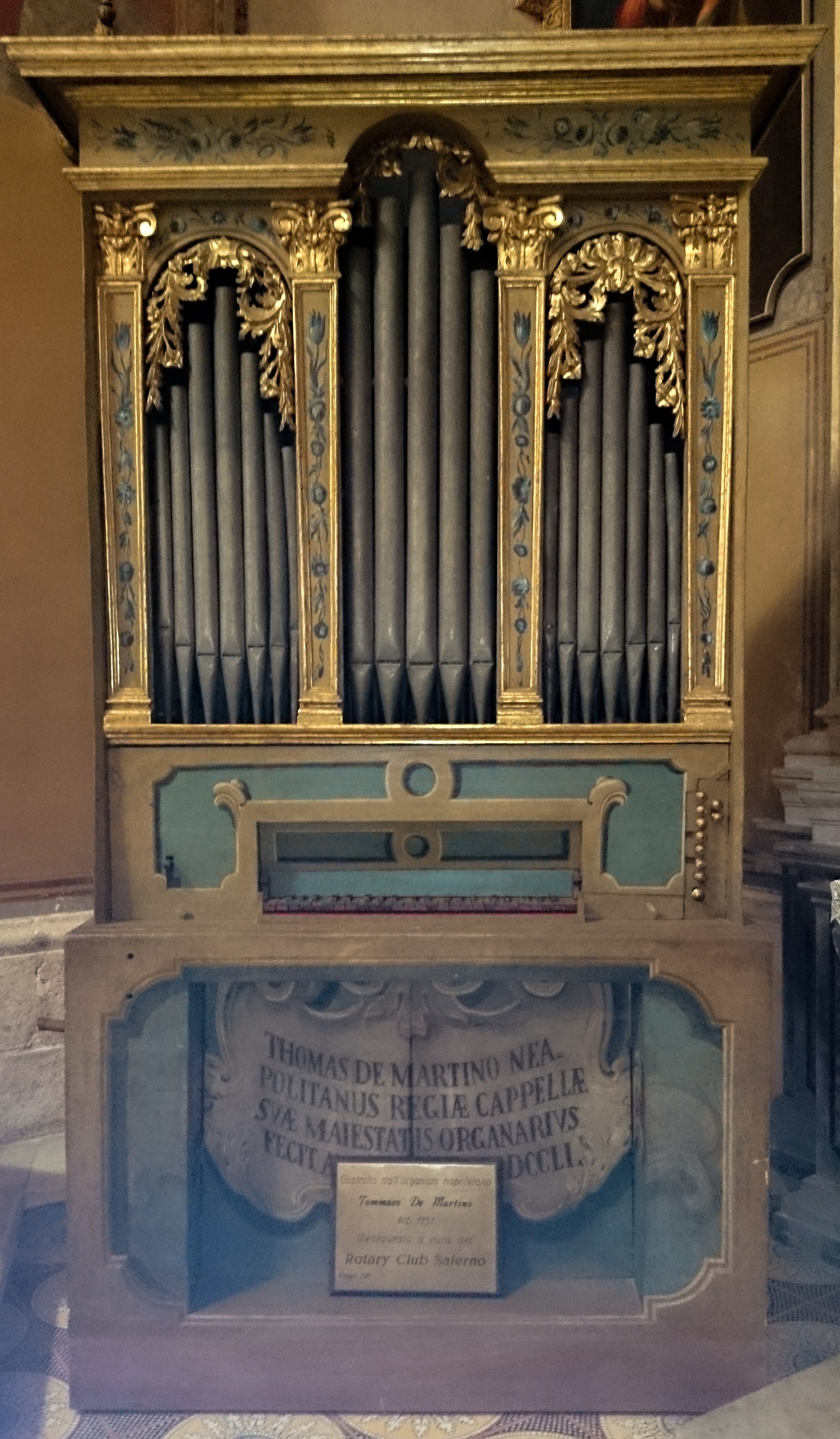
Orgue de l'église

L’église Saint-Georges (italien : chiesa di San Giorgio) est un édifice religieux catholique situé à de Salerne (en Campanie), entre la Via Duomo à l’est et la Via dei Mercanti au nord, à quelques centaines de mètres de la cathédrale. Des auteurs estiment que Saint-Georges est la « plus belle église baroque » de la ville.

## Histoire
Le complexe de Saint-Georges, dont fait partie l'église du même nom, est l'un des plus anciens bâtiments monastiques de Salerne. Son origine remonte à la période lombarde : les premières informations sur cet ensemble figurent dans un brevet de 819. Le document indique que l'immeuble est une dépendance du monastère bénédictin de Abbaye Saint-Vincent du Volturne et est défini cellam Sancti Georgi infra salernitanam civitatem.
Sommaire à l'origine, l'édifice a évolué en une structure monastique lorsqu'en 1163 il est passé sous la tutelle de l'Archevêché de Salerne. Dans les dernières décennies du XVIe siècle, après le Breve du pape Sixte V, les monastères féminins des villes se sont réunis selon leurs ordres ; à Saint-Georges s'installèrent toutes les religieuses bénédictines de Sainte-Sophie, Saint Michel et Sainte Marie Madeleine. Dissous début 1800 à cause des décrets de Napoléon, le monastère fut fermé définitivement en 1866. L'église a été confiée à la municipalité, tandis que les structures monastiques devenaient domaniales. Le côté nord est devenu une caserne de la Guardia di Finanza et le sud abrite l'Arma dei Carabinieri.

## Architecture

### Extérieur
Le monastère se compose de deux grands ailes de part et d'autre de l'église, l'une au nord et l'autre au sud. Cette disposition suggère que l'église serait d'origine médiévale et les ailes des extensions plus récentes. La découverte lors des dernières restaurations des restes d'une abside décorée de fresques au bas du plan de piétinement confirme cette hypothèse. En effet, l'abside se trouve à proximité de l’entrée de l'église actuelle, mais avec une orientation inverse indiquant que l'entrée se trouvait sur le côté ouest. 
La construction de la nouvelle église, avec le renversement du plan, a eu lieu pendant les dernières décennies du XVIe siècle, comme on peut le déduire par la Visite Sacrée de 1574. 
Le portail style Renaissance a été réalisé à l'initiative de l'abbesse Lucrezia Santomagno. Le déplacement des Bénédictins coïncide avec les travaux du nouveau monastère, appelé « Saint-Georges et de Saint-Esprit », confiés en 1590 au maître d'œuvre Giovanni Bernardino Iovane. 
Les travaux s'achèvent en 1674, comme indiqué sur une plaque commémorative. 

### Intérieur
La décoration de la fresque, avec des motifs géométriques à torsades et des saints sur la partie inférieure, reflète le style de la culture artistique médiévale. Un chancel marmoréen, datant de cette époque, est conservé au Musée diocésain de Salerne. Il représente une croix centrale insérée dans un cercle, correspondant à l'art du haut Moyen Âge, inspiré de modèles d'origine byzantine et paléochrétienne. 
La structure de l’église, qui s'inspire de la culture contre réformiste et de celle de la fin du maniérisme comporte sept travées. Derrière le maître-autel se trouvait le chœur, fermé en 1702 pour réaliser l’actuelle sacristie. 
La nef est surmontée par des fenêtres à voûte en berceau qu'il a fallu restaurer en raison de défauts structurels.
Ce qui rend l'Eglise particulièrement importante est la quantité de peintures de valeur qu'on peut y admirer: du cycle de la Passion d’Angelo Solimena, réalisé en 1675 dans la voûte du choeur, et du Paradis représenté dans le dôme.
Dans la chapelle dédiée aux 3 saintes Tecla, Archelaa et Susanna, se trouve une œuvre de son fils (Francesco Solimena) composée de trois panneaux représentant : Des saints conduits au martyre, La vision de sœur Agnata et Des saints en méditation. 
De nombreuses autres peintures se trouvent dans l'église, telles que "La Vierge à l'Enfant,avec les Saints et une religieuse en prière" d'Andrea Sabatini, 1523, et "Le Martyre de Saint-Georges", datable des premières décennies du XVIIe siècle. 
Trois peintures représentant "Saint Grégoire le Grand", "La Sainte Famille avec saint Jean-Baptiste"(en italien San Giovannino soit le jeune saint Jean), "La vision de saint Nicolas de Bari", de Giacinto De Popoli, ainsi que le maître-autel de grande valeur en commesso marmoreo (opus sectile en marbre) avec bas-reliefs et sculptures.

#### Œuvres
- la Madonna e il Bambino con i Santi e una suora che prega, 1523, de Andrea Sabatini
- Martirio di San Giorgio XVIIe siècle
- San Gregorio Magno, Sacra Famiglia con San Giovannino,  Visione di San Nicola di Bari, 1669 de Giacinto de Popoli
- Arcangelo Michele, 1690, de  Francesco Solimena,
- Virtù, début XVIIe siècle de  Paolo De Matteis[2].